# Baltazar Brodecki
Baltazar (Balcer) Brodecki (Brodacki) herbu Jastrzębiec – starosta niegrodowy jasielski od 1621 roku, przed 1648 rokiem.
Miał syna Kazimierza.
Poseł na sejm 1624 roku, sejm zwyczajny 1626 roku, sejm 1627 roku, sejm zwyczajny 1629 roku i sejm 1631 roku z województwa bełskiego.
Poseł na sejm koronacyjny 1633 roku.